# ANTV
ANTV (zapis stylizowany: antv; dawniej: ANTeve) – indonezyjska stacja telewizyjna należąca do Visi Media Asia. Została uruchomiona w 1993 roku.